# Terzigno
Terzigno è un comune italiano di 17 152 abitanti della città metropolitana di Napoli in Campania.

## Geografia fisica
Si estende su una superficie di circa 23 km². Confina con Ottaviano, San Giuseppe Vesuviano, Poggiomarino, Boscotrecase, Boscoreale. Dista dal mar Tirreno solamente 11 km. Sorge alle falde del Vesuvio, sul versante sud-orientale del vulcano. Appartengono al suo territorio un fitto bosco detto "Bosco del Vesuvio" e una pineta detta "Pineta mediterranea", per un'estensione di oltre 265 ettari. Fa parte del Parco Vesuvio con 1700 ettari di territorio.

## Storia
Il comune è sorto nel 1913 per scorporo dal comune di Ottaviano. Quindi la storia di Terzigno è la medesima di quella di Ottaviano, almeno sino al XX secolo. Sotto il profilo ecclesiastico faceva parte della Parrocchia e Chiesa madre di San Michele Arcangelo in Ottaviano. Anticamente era composto dai due rioni degli Avini e dei Bifulchi.
Comunque da reperti ritrovati si è scoperto che l'area era abitata già in epoca romana. Gli aristocratici della vicina Pompei amavano infatti il panorama spettacolare del Vesuvio e del Golfo di Napoli.
Più recentemente anche Terzigno visse i moti liberali che seguirono l'unità d'Italia: nella località, allora appartenente al Comune di Ottaviano, trovò infatti morte nel 1861 il Capitano delle Guardie Nazionali Don Giuseppe Boccia, a cui fu sparato alle spalle da alcuni briganti.

### Simboli
Lo stemma del comune, concesso con regio decreto del 31 agosto 1928, reca l'immagine del Vesuvio, e il motto Ter Ignis ("tre volte il fuoco"), che dovrebbe far riferimento al fatto che il paese è stato tre volte distrutto dalle eruzioni, e da cui si ritiene derivi il nome del paese.
Il gonfalone è un drappo di azzurro.

## Monumenti e luoghi d'interesse

### Architetture religiose e civili
- Chiesa dell'Immacolata Concezione.
- Palazzo Menichini, palazzo gentilizio dell'Ottocento.
- Villa Bifulco, villa vesuviana del Settecento, attribuita a Luca Vecchione.

### Aree archeologiche
- Ville romane di Cava Ranieri.

### Aree naturali
Una parte del comune rientra nel parco nazionale del Vesuvio

## Società

### Evoluzione demografica
Abitanti censiti

### Etnie e minoranze straniere
al 31 dicembre 2022 vi erano 1.935 stranieri, pari all'11,38% della popolazione.

## Cultura

### Scuole
A Terzigno sono presenti scuole pubbliche statali per tutti i gradi d'istruzione: un Circolo Didattico, un istituto Comprensivo Statale "G. Giusti" ed il Liceo Scientifico, Scienze Umane e Linguistico I.S.I.S. Striano-Terzigno, sede succursale dell'Alberghiero di Striano.

### Musei
- Museo archeologico territoriale di Terzigno: aperto nel 2019, ospita reperti ritrovati a Terzigno, nelle ville romane dell'agro pompeiano[8].

### Associazioni culturali
Hanno sede nel comune diverse associazioni:
- N.O.T. Nucleo Operativo Territoriale - Terzigno (Na)[9]

- Associazione di Promozione Sociale Arcadia
- Associazione di Promozione Sociale "Rareca"
- Associazione Terzigno Verde

## Economia
Il fertile suolo vulcanico consente la tradizionale attività della viticoltura e la produzione del rinomato vino Lacryma Christi ha reso Terzigno famosa nel mondo. Inoltre è zona di coltivazione del pomodoro "del piennolo".
Accanto alle attività agricole tradizionali, col tempo hanno acquisito sempre maggior rilevanza quelle industriali. Parte delle aziende operanti nel campo dell'abbigliamento e della manifattura tessile si sono infatti trasferite a Terzigno dalla vicina San Giuseppe Vesuviano. Non mancano le attività nel campo alimentare, un'altra attività degna di nota è l'estrazione della pietra lavica, la cosiddetta "pietra vesuviana", opportunamente lavorata per l'uso in campo edilizio e nella pavimentazione stradale.

## Infrastrutture e trasporti
- Stazione di Terzigno (non più utilizzata, sulla ferrovia Cancello-Torre Annunziata)
- Stazione di Terzigno (Circumvesuviana), linea Napoli-Ottaviano-Sarno
- Stazione di Boccia al Mauro (non più utilizzata, sulla ferrovia Cancello-Torre Annunziata)
- Strada statale 268 del Vesuvio, uscita omonima

## Amministrazione
| Periodo | Periodo   | Primo cittadino      | Partito                      | Carica                  | Note |
| ------- | --------- | -------------------- | ---------------------------- | ----------------------- | ---- |
| 1990    | 1990      | Vincenzo Sangiovanni | Democrazia Cristiana         | Sindaco                 |      |
| 1990    | 1991      | Antonio Sangiovanni  | Democrazia Cristiana         | Sindaco                 |      |
| 1992    | 1993      | Luigi Casillo        | Democrazia Cristiana         | Sindaco                 |      |
| 1993    | 1993      | Giuseppe Vecchi      | commissario prefettizio      | Sindaco                 |      |
| 1993    | 1993      | Maria Grazia D'Ascia | commissario straordinario    | Sindaco                 |      |
| 1993    | 1997      | Giuseppe Annunziata  | indipendente                 | Sindaco                 |      |
| 1997    | 1999      | Ennio Blasco         | commissario straordinario    | Sindaco                 |      |
| 1999    | 2004      | Antonio De Falco     | Forza Italia                 | Sindaco                 |      |
| 2004    | 2006      | Nunzio Avino         | Forza Italia                 | Sindaco                 |      |
| 2006    | 2007      | Rosanna Sergio       |                              | commissario prefettizio |      |
| 2007    | 2009      | Domenico Auricchio   | Forza Italia                 | Sindaco                 |      |
| 2009    | 2010      | Luigi Armogida       | commissario prefettizio      | Sindaco                 |      |
| 2010    | 2015      | Domenico Auricchio   | Il Popolo della Libertà      | Sindaco                 |      |
| 2015    | In carica | Francesco Ranieri    | Lista civica (Centro-destra) | Sindaco                 |      |

## Sport
- A.C.D. Pro Terzigno - Promozione
- A.S.D. Atletico Terzigno - Terza Categoria
- A.S.D. Progetto Futsal Terzigno
- A.S.D. Terzigno Sport Academy
- Gruppo podistico "ASD TERZIGNO CORRE"